# سرانسر
سرانسر هي قرية في مقاطعة سراب، إيران. عدد سكان هذه القرية هو 250 في سنة 2006.